# Сада (Пешта)
Сада (мађ. Szada) је насеље у централној Мађарској. Сада је веће насеље у оквиру пештанске жупаније.

## Географија

### Локација
Насеље се налази у брдима Геделе, дуж пута број 2104 који повезује Геделе са Вацом, између Геделеа и Верешеђхазе. Такође се граничи са Мођородом са запада, а са њим је повезан путем 21 109.

## Историја
Према некима, име Сада потиче из угрофинског језика и значи уста (уста) или улаз нечега. (Етимолошки је слично имену места Тактасад, између осталих) Гледано са Геделеа, насеље је тачно на улазу у долину. По другом објашњењу, словенског је порекла и означава башту. На граници насеља настаје поток Ракош. Први писани запис о томе налази се у сведочанству из 1325. године. Године 1325. краљ Лајош I поклонио је Сад и Геделе Петру Похарусу, који је био главни господар грофовије Абауј-Торна. Током ратова масто је опустошено, а пресељење је почело око 1620-их.
Римокатоличка црква подигнута је 1794. године.
Породица Грасалкович је подигла своју вилу око 1810. године, према другим изворима, око 1820. године, која је касније била у власништву Пејачевича и коначно породице Бано.
Реформатска црква подигнута је 1928. године на главном путу, усред села, наспрам римокатоличке цркве. До тада су се реформатори Сада окупљали на богослужењу у старој цркви са дрвеном кулом, која се налази у једној од најдубљих тачака села, поред ровова.
Његово старо име у Пешти: Ђимелчтерме сент Сада (Gyümölcstermő szent Szada) иако његово тло није баш добро, јер има много глиновитих подручја где не могу све воћке да преживе. Међутим, старији људи се још увек сећају старих огромних стабала трешања и поља јагода Диошвега, који су били стварна егзистенција људи Сада.

## Становништво
Током пописа 2011. године, 84,5% становника се изјаснило као Мађари, 1,1% као Немци, 0,4% као Румуни и 0,2% као Украјинци (15,4% се није изјаснило). 
Верска дистрибуција је била следећа: римокатолици 24,2%, реформисани 20,4%, лутерани 1,8%, гркокатолици 0,7%, неденоминациони 18,7% (31% се није изјаснило).
Развој становништва Сада 